# Anlhiac
Anlhiac est une commune française située dans le département de la Dordogne, en région Nouvelle-Aquitaine.

## Géographie

### Généralités
Dans le quart nord-est du département de la Dordogne, en Périgord central, la commune d'Anlhiac est bordée à l'est par l'Auvézère sur quatre kilomètres et arrosée par plusieurs de ses affluents.
Traversé par la route départementale (RD) 77, le bourg d'Anlhiac est situé, en distances orthodromiques, six kilomètres à l'est-sud-est d'Excideuil, et huit kilomètres au sud de Lanouaille.
Le territoire communal est également desservi par les RD 4, 72E1, 76 et 704, le principal axe de communication de la commune.
Entre les communes de Génis et de Cherveix-Cubas, un sentier de grande randonnée, anciennement nommé GR 646 et devenu « GR 36 accès » sur les cartes du Géoportail, traverse le territoire communal de l'est au sud puis au sud-ouest sur cinq kilomètres, longeant en partie l'Auvézère, passant à l'ancien moulin de Guimalet.

### Communes limitrophes
Anlhiac est limitrophe de six autres communes dont Saint-Raphaël au sud-ouest par un quadripoint au lieu-dit Pierregrelière et Saint-Médard-d'Excideuil en deux endroits disjoints séparés par Preyssac-d'Excideuil : au nord-ouest (par un autre quadripoint au lieu-dit Rezonzac) et à l'ouest.
| Saint-Médard-d'Excideuil, Preyssac-d'Excideuil | Lanouaille     |       |
| Saint-Médard-d'Excideuil                       | Anlhiac        | Génis |
| Saint-Raphaël                                  | Cherveix-Cubas |       |

### Géologie et relief

#### Géologie
Situé sur la plaque nord du Bassin aquitain et bordé à son extrémité nord-est par une frange du Massif central, le département de la Dordogne présente une grande diversité géologique. Les terrains sont disposés en profondeur en strates régulières, témoins d'une sédimentation sur cette ancienne plate-forme marine. Le département peut ainsi être découpé sur le plan géologique en quatre gradins différenciés selon leur âge géologique. Anlhiac est située dans le deuxième gradin à partir du nord-est, un plateau formé de roches calcaires très dures du Jurassique que la mer a déposées par sédimentation chimique carbonatée, en bancs épais et massifs.
Les couches affleurantes sur le territoire communal sont constituées de formations superficielles du Quaternaire, de roches sédimentaires datant pour certaines du Cénozoïque, et pour d'autres du Mésozoïque et du Paléozoïque. La formation la plus ancienne, notée δψ, fait partie de l'unité supérieure des gneiss (USG) et composée d'éclogites et amphibolites dérivées, en petits corps ou bancs minces (Cambrien à Silurien). La formation la plus récente, notée Fy3-z, fait partie des formations superficielles de type alluvions subactuelles à actuelles. Le descriptif de ces couches est détaillé dans  la feuille « no 760 - Juillac » de la carte géologique au 1/50 000 de la France métropolitaine, et sa notice associée.

Carte géologique d'Anlhiac.

#### Relief et paysages

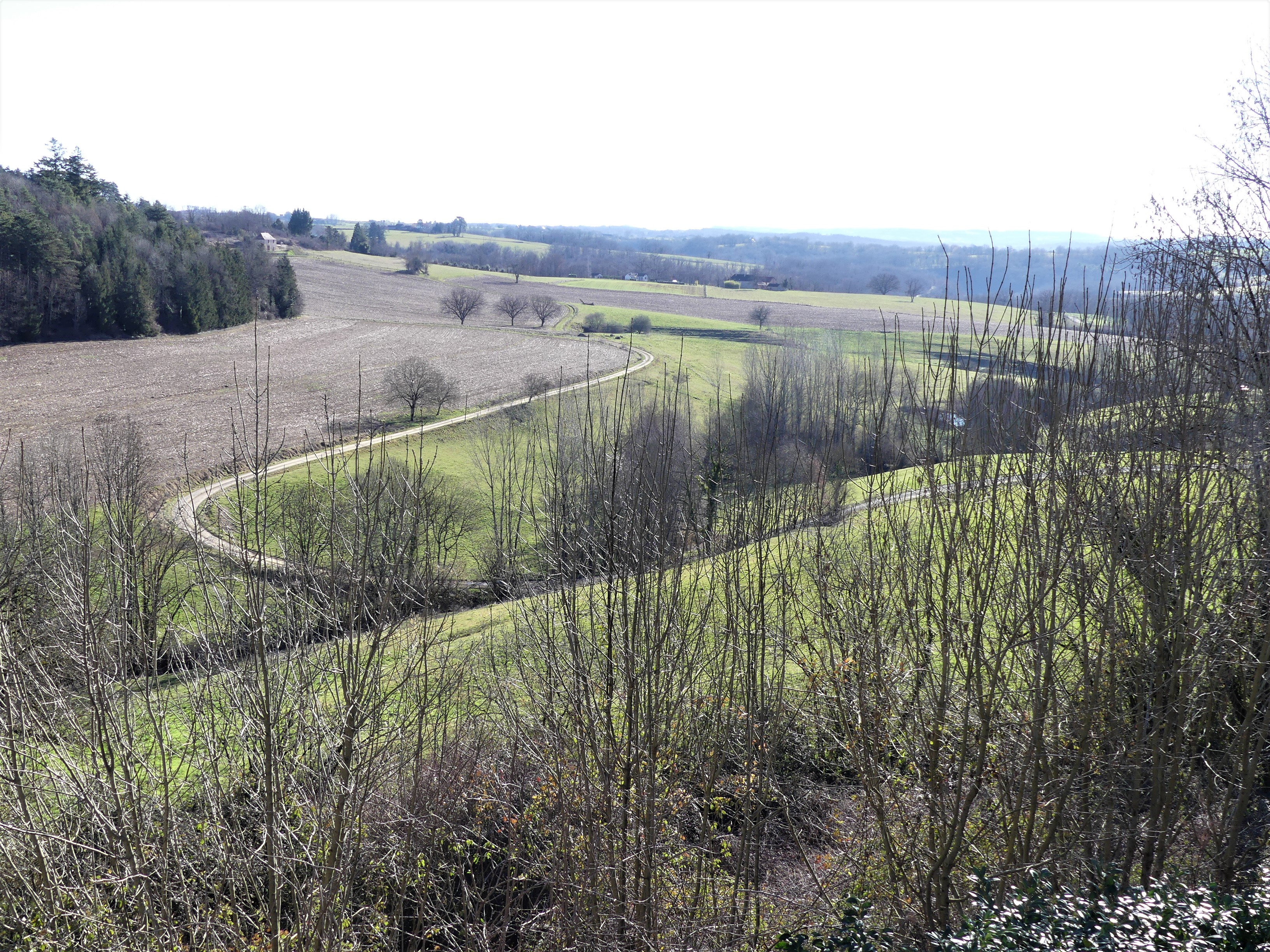
Vue vers le sud-est depuis le bourg d'Anlhiac.

Le département de la Dordogne se présente comme un vaste plateau incliné du nord-est (491 m, à la forêt de Vieillecour dans le Nontronnais, à Saint-Pierre-de-Frugie) au sud-ouest (2 m à Lamothe-Montravel). L'altitude du territoire communal varie quant à elle entre 141 m à l'extrême sud, au nord du lieu-dit Cubas, là où l'Auvézère quitte la commune et entre sur celle de Cherveix-Cubas, et 333 m au nord, près du territoire communal de Lanouaille.
Dans le cadre de la Convention européenne du paysage entrée en vigueur en France le 1er juillet 2006, renforcée par la loi du 8 août 2016 pour la reconquête de la biodiversité, de la nature et des paysages, un atlas des paysages de la Dordogne a été élaboré sous maîtrise d’ouvrage de l’État et publié en octobre 2020. Les paysages du département s'organisent en huit unités paysagères et 14 sous-unités. La commune fait partie du Périgord central, un paysage vallonné, aux horizons limités par de nombreux bois, plus ou moins denses, parsemés de prairies et de petits champs.
La superficie cadastrale de la commune publiée par l'Insee, qui sert de référence dans toutes les statistiques, est de 11,86 km2,,. La superficie géographique, issue de la BD Topo, composante du Référentiel à grande échelle produit par l'IGN, est quant à elle de 12,43 km2.

### Hydrographie

#### Réseau hydrographique
La commune est située dans le bassin de la Dordogne au sein du Bassin Adour-Garonne. Elle est drainée par l'Auvézère et par divers petits cours d'eau, qui constituent un réseau hydrographique de 16 km de longueur totale,.
L'Auvézère, d'une longueur totale de 112,19 km, prend sa source en Corrèze dans la commune de Benayes et se jette  dans l'Isle en limite de Bassillac et Auberoche et Escoire, face à Antonne-et-Trigonant,. Elle borde la commune à l'est sur plus de trois kilomètres et demi face à Génis et Cherveix-Cubas.

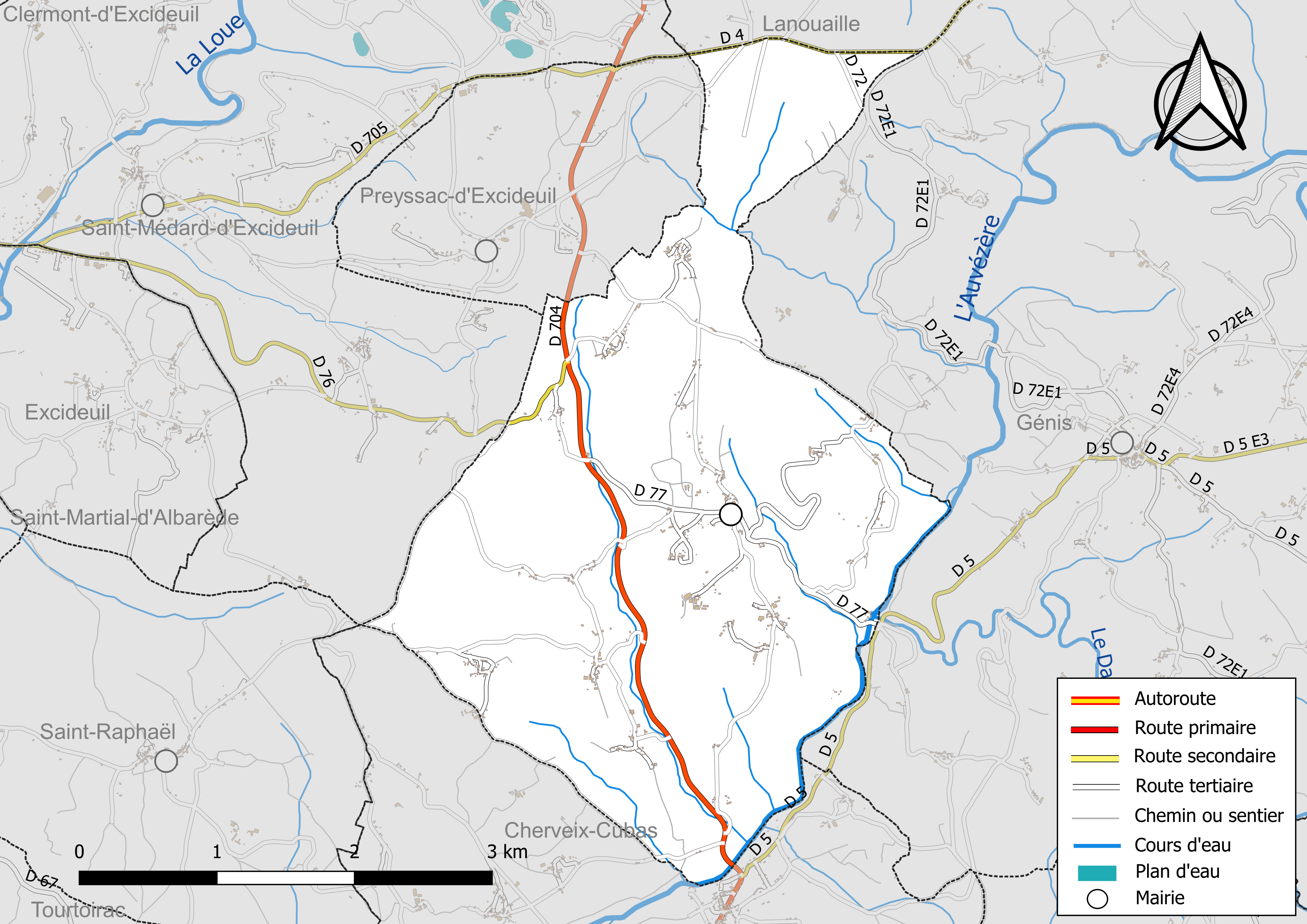
Réseaux hydrographique et routier d'Anlhiac.
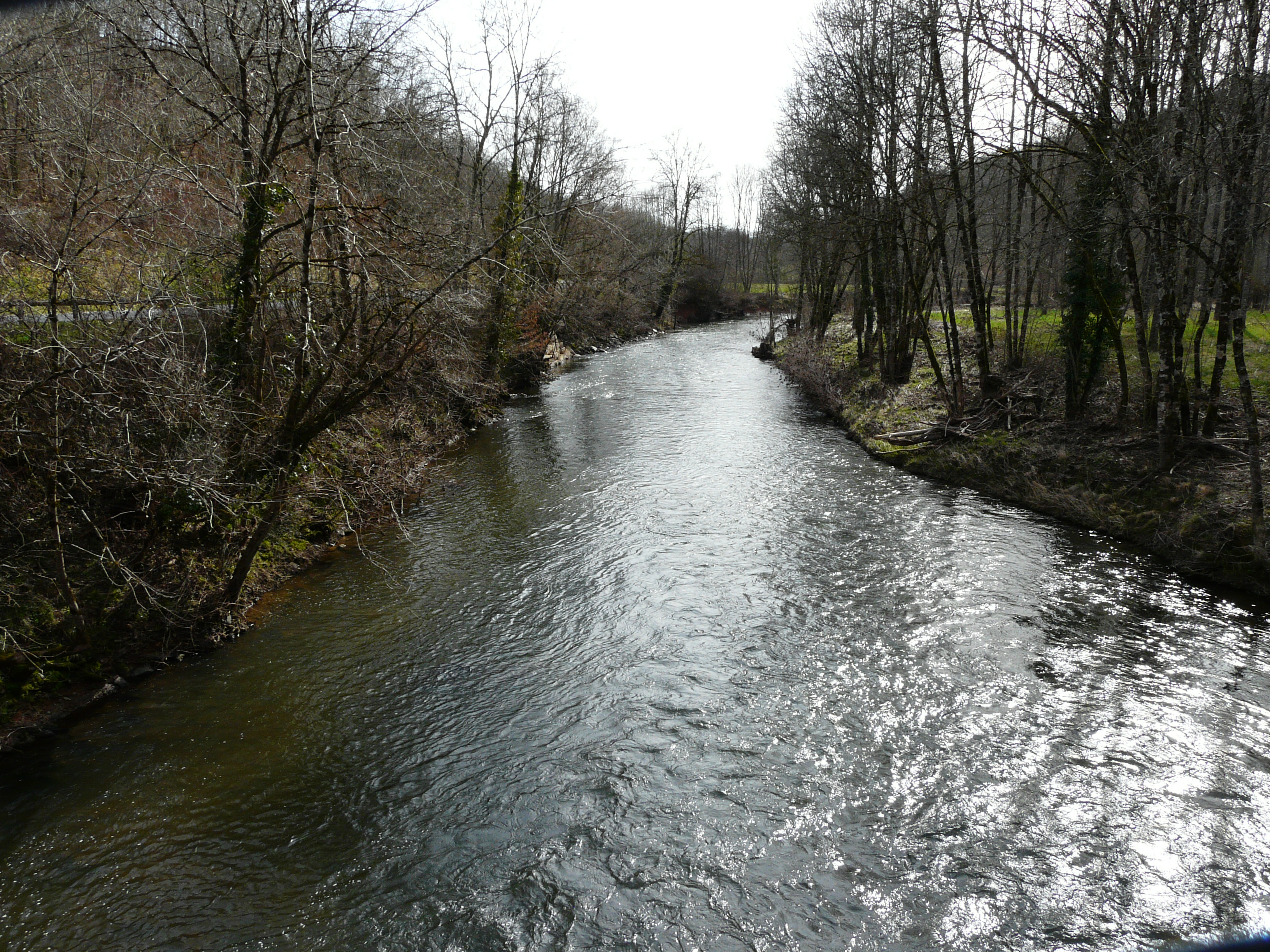
L'auvézère à Guimalet.
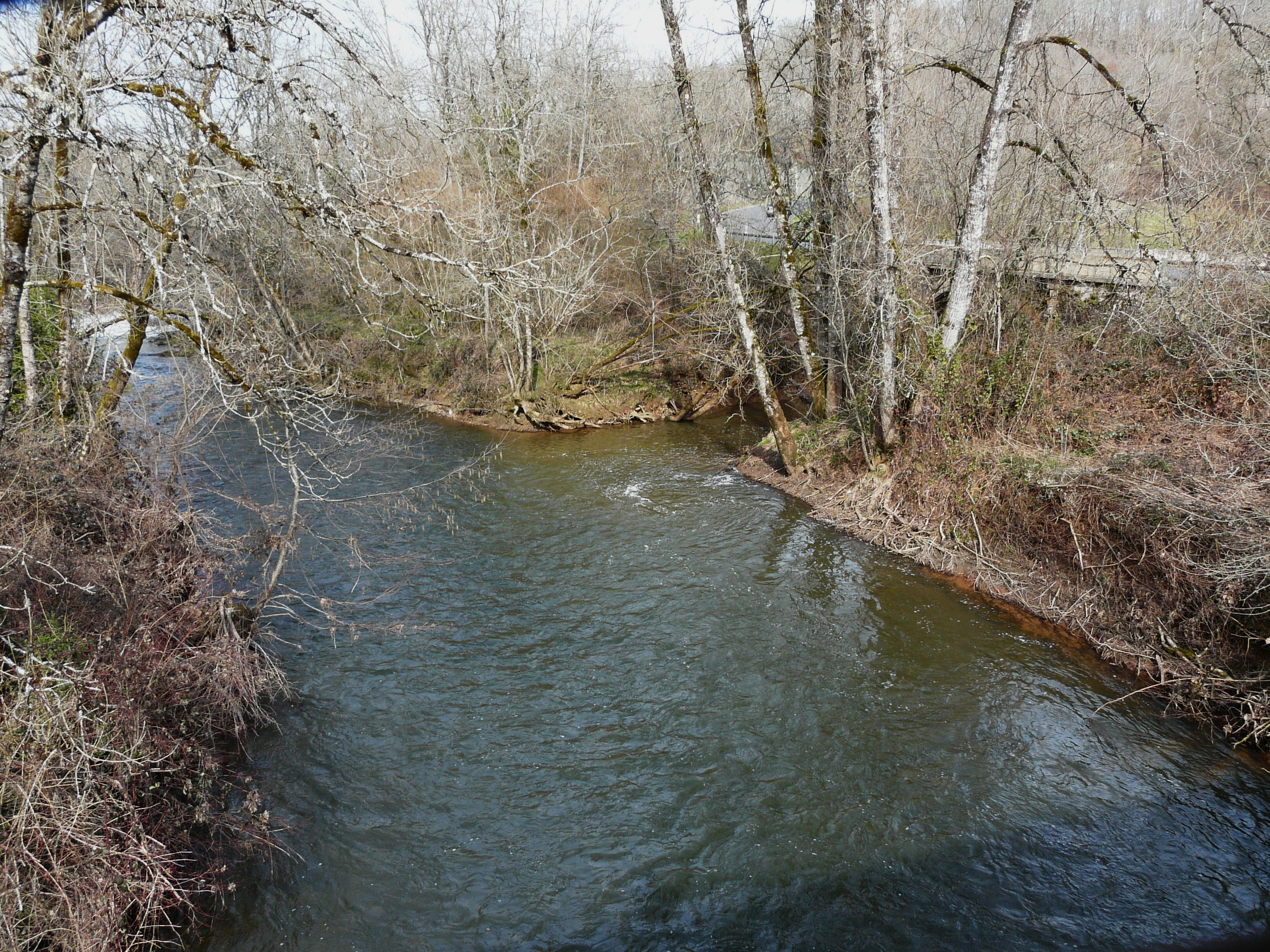
Le confluent de l'Auvézère et du Dalon (à droite, sur la commune de Génis).

#### Gestion et qualité des eaux
Le territoire communal est couvert par le schéma d'aménagement et de gestion des eaux (SAGE) « Isle - Dronne ». Ce document de planification, dont le territoire regroupe les bassins versants de l'Isle et de la Dronne, d'une superficie de 7 500 km2, a été approuvé le 2 août 2021. La structure porteuse de l'élaboration et de la mise en œuvre est l'établissement public territorial de bassin de la Dordogne (EPIDOR). Il définit sur son territoire les objectifs généraux d’utilisation, de mise en valeur et de protection quantitative et qualitative des ressources en eau superficielle et souterraine, en respect des objectifs de qualité définis dans le troisième SDAGE  du Bassin Adour-Garonne qui couvre la période 2022-2027, approuvé le 10 mars 2022.
La qualité des eaux de baignade et des cours d’eau peut être consultée sur un site dédié géré par les agences de l’eau et l’Agence française pour la biodiversité.

### Climat
Pour des articles plus généraux, voir Climat de la Nouvelle-Aquitaine et Climat de la Dordogne.
Historiquement, la commune est exposée à un climat océanique aquitain.  
En 2020, Météo-France publie une typologie des climats de la France métropolitaine dans laquelle la commune est exposée à un climat océanique altéré et est dans la région climatique Ouest et nord-ouest du Massif Central, caractérisée par une pluviométrie annuelle de 900 à 1 500 mm, maximale en automne et en hiver.
Pour la période 1971-2000, la température annuelle moyenne est de 12,1 °C, avec  une amplitude thermique annuelle de 15,4 °C. Le cumul annuel moyen de précipitations est de 1 001 mm, avec 13,2 jours de précipitations en janvier et 7,5 jours en juillet. Pour la période 1991-2020, la température moyenne annuelle observée sur la station météorologique la plus proche, située sur la commune de Thenon à 21 km à vol d'oiseau, est de 12,9 °C et le cumul annuel moyen de précipitations est de 907,1 mm,. Pour l'avenir, les paramètres climatiques de la commune estimés pour 2050 selon différents scénarios sont consultables sur un site dédié publié par Météo-France en novembre 2022.

## Urbanisme

### Typologie
Au 1er janvier 2024, Anlhiac est catégorisée commune rurale à habitat très dispersé, selon la nouvelle grille communale de densité à 7 niveaux définie par l'Insee en 2022.
Elle est située hors unité urbaine et hors attraction des villes,.

### Occupation des sols
L'occupation des sols de la commune, telle qu'elle ressort de la base de données européenne d’occupation biophysique des sols Corine Land Cover (CLC), est marquée par l'importance des territoires agricoles (74,2 % en 2018), en augmentation par rapport à 1990 (72,4 %). La répartition détaillée en 2018 est la suivante : 
zones agricoles hétérogènes (50,6 %), forêts (25,8 %), prairies (23,1 %), cultures permanentes (0,5 %). L'évolution de l’occupation des sols de la commune et de ses infrastructures peut être observée sur les différentes représentations cartographiques du territoire : la carte de Cassini (XVIIIe siècle), la carte d'état-major (1820-1866) et les cartes ou photos aériennes de l'IGN pour la période actuelle (1950 à aujourd'hui).

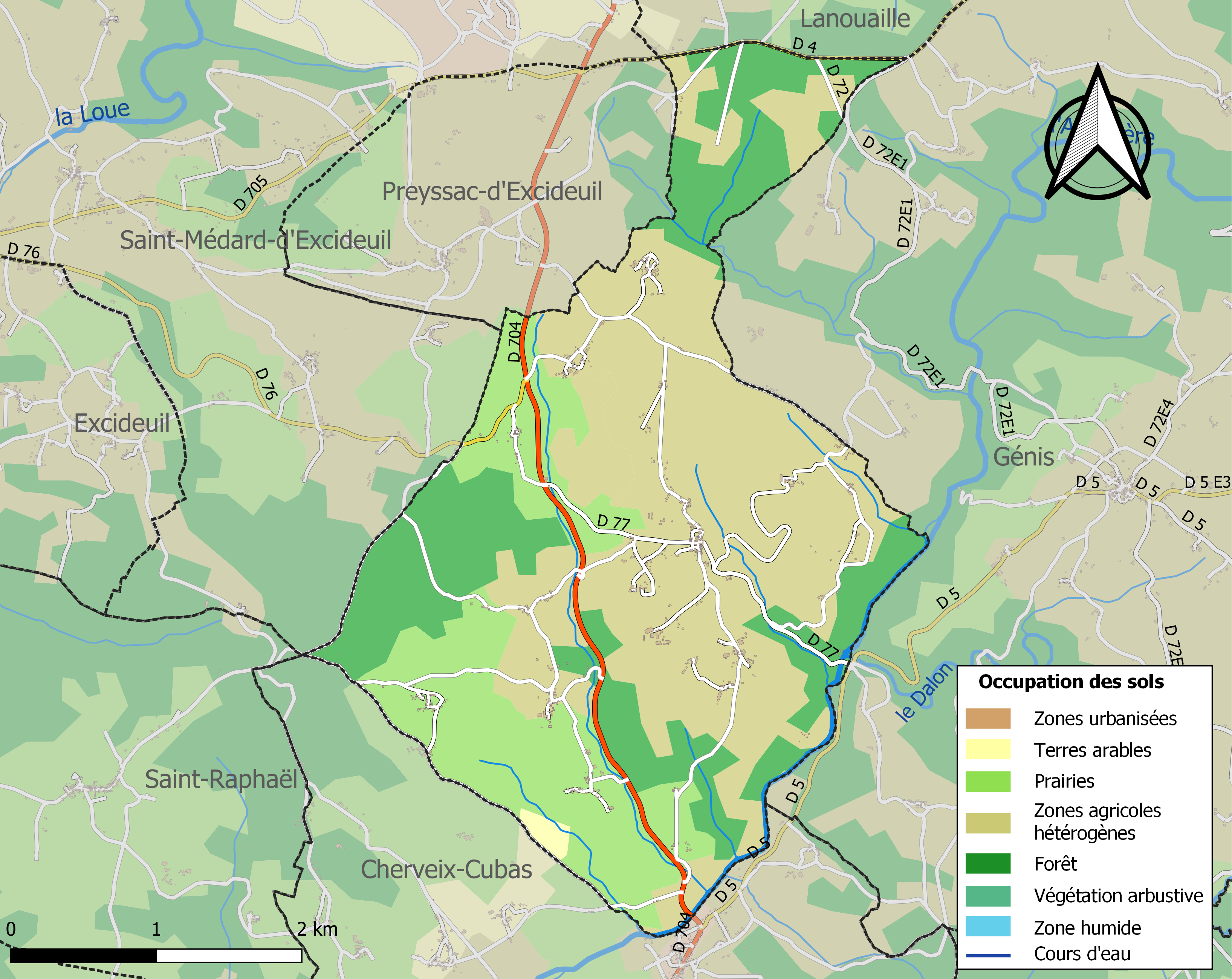
Carte des infrastructures et de l'occupation des sols de la commune en 2018 (CLC).

### Villages, hameaux et lieux-dits

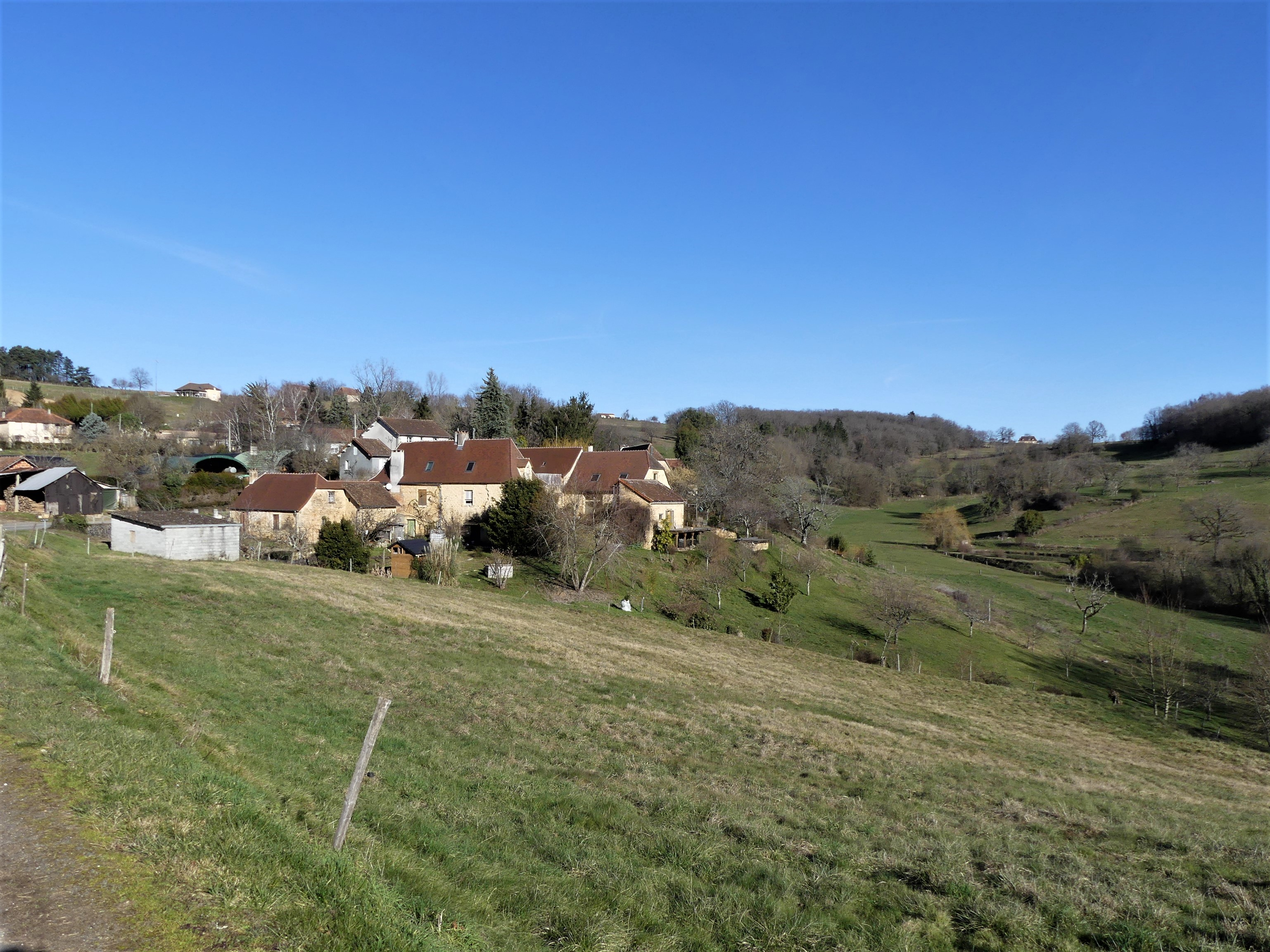
Le village du Bourmier.

Outre le bourg d'Anlhiac proprement dit, le territoire se compose d'autres villages ou hameaux, ainsi que de lieux-dits :
- Beauséjour
- Bellevue
- la Bessonie
- la Borgne
- Bos Redon
- las Boueygeas
- Bourmerie
- le Bourmier
- le Chalard
- le Châtenet
- le Chause
- Clos de la Borgne
- la Fontanelle
- la Forge
- les Gauleix
- le Gaumard
- Guimalet
- Guirigui
- la Lande
- Machayreix
- le Maillot
- Maison Neuve
- Maison Neuve[Note 4]
- chez Marècle
- la Marzelle
- Meyrignac
- las Moutas
- Narthiac
- la Pétrenne
- Pierregrelière
- le Prat
- Pratalard
- Puy de Bord
- Puy du Chause
- le Sol
- le Soulier
- la Tuilière
- Vialegondou.

### Prévention des risques
Le territoire de la commune d'Anlhiac est vulnérable à différents aléas naturels : météorologiques (tempête, orage, neige, grand froid, canicule ou sécheresse), inondations, feux de forêts, mouvements de terrains et séisme (sismicité très faible). Il est également exposé à un risque particulier : le risque de radon. Un site publié par le BRGM permet d'évaluer simplement et rapidement les risques d'un bien localisé soit par son adresse soit par le numéro de sa parcelle.

#### Risques naturels
Certaines parties du territoire communal sont susceptibles d’être affectées par le risque d’inondation par débordement de cours d'eau, notamment l'Auvézère et le Dalon. La commune a été reconnue en état de catastrophe naturelle au titre des dommages causés par les inondations et coulées de boue survenues en 1982, 1993, 1999 et 2008,.
Anlhiac est exposée au risque de feu de forêt. L’arrêté préfectoral du 14 mars 2013 fixe les conditions de pratique des incinérations et de brûlage dans un objectif de réduire le risque de départs d’incendie. À ce titre, des périodes sont déterminées : interdiction totale du 15 février au 15 mai et du 15 juin au 15 octobre, utilisation réglementée du 16 mai au 14 juin et du 16 octobre au 14 février. En septembre 2020, un plan inter-départemental de protection des forêts contre les incendies (PidPFCI) a été adopté pour la période 2019-2029,.

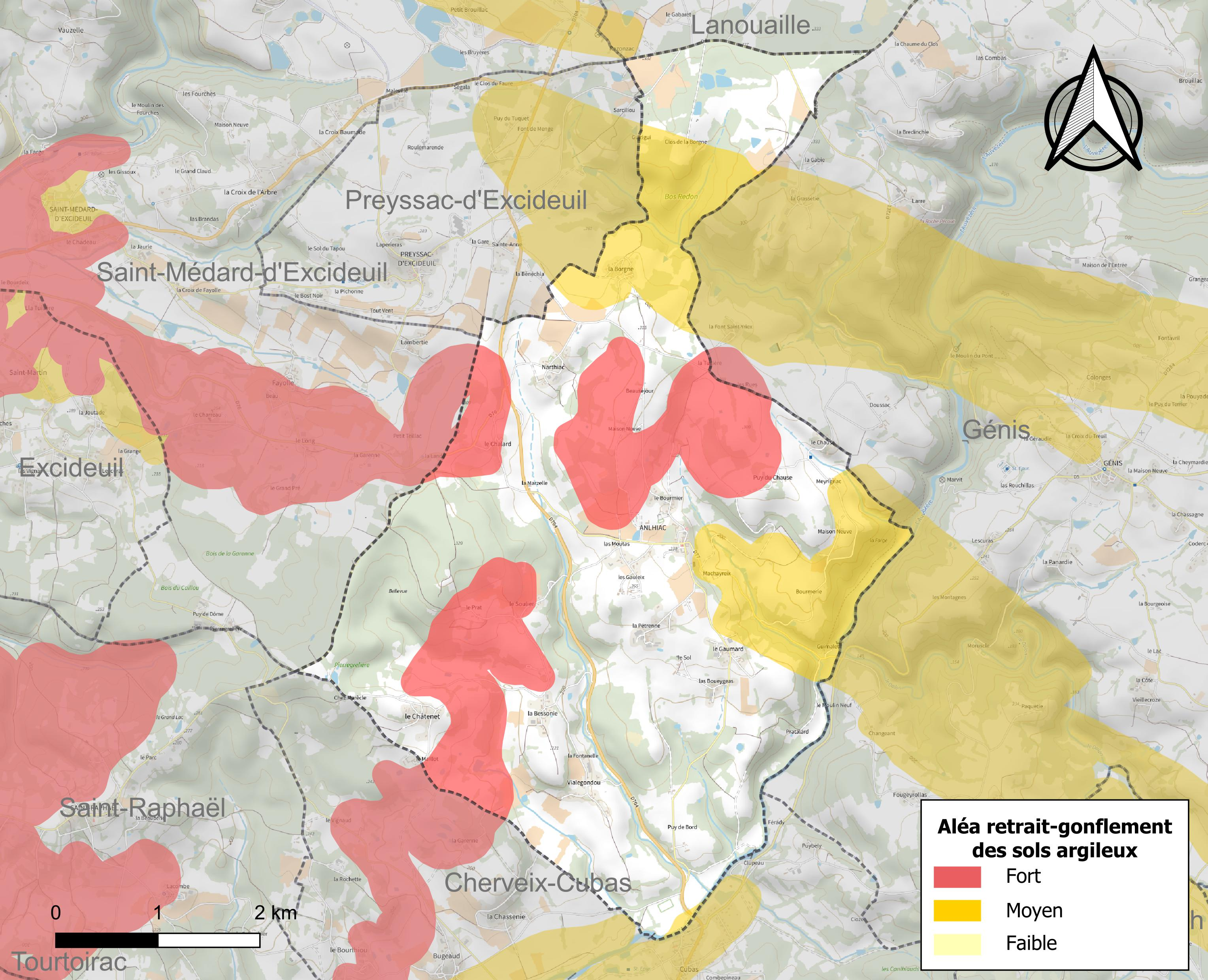
Carte des zones d'aléa retrait-gonflement des sols argileux d'Anlhiac.

Les mouvements de terrains susceptibles de se produire sur la commune sont des tassements différentiels. Le retrait-gonflement des sols argileux est susceptible d'engendrer des dommages importants aux bâtiments en cas d’alternance de périodes de sécheresse et de pluie. 35,5 % de la superficie communale est en aléa moyen ou fort (58,6 % au niveau départemental et 48,5 % au niveau national métropolitain). Depuis le 1er octobre 2020, en application de la loi ÉLAN, différentes contraintes s'imposent aux vendeurs, maîtres d'ouvrages ou constructeurs de biens situés dans une zone classée en aléa moyen ou fort,.
La commune a été reconnue en état de catastrophe naturelle au titre des dommages causés par la sécheresse en 1989, 1992 et 2011 et par des mouvements de terrain en 1999.

#### Risque particulier
Dans plusieurs parties du territoire national, le radon, accumulé dans certains logements ou autres locaux, peut constituer une source significative d’exposition de la population aux rayonnements ionisants. Selon la classification de 2018, la commune d'Anlhiac est classée en zone 3, à savoir zone à potentiel radon significatif.

## Toponymie
Le nom de la localité est attesté sous les formes Ulhac, dans un pouillé au XIIIe siècle, Ulhacum en 1365, Alhacum en 1446, Enlhac en 1581, Ailhac, Anlhac au XVIIIe siècle. Sur la carte de Cassini représentant la France entre 1756 et 1789, le village porte le nom d'« Anliac ».
Le nom d'Anlhiac se réfère à un personnage d'origine gallo-romane : Allius ou Ovilius, suivi du suffixe -acum indiquant le « domaine d'Allius ou d'Ovilius ».
En occitan, la commune porte le nom d'Anlhac.

## Histoire

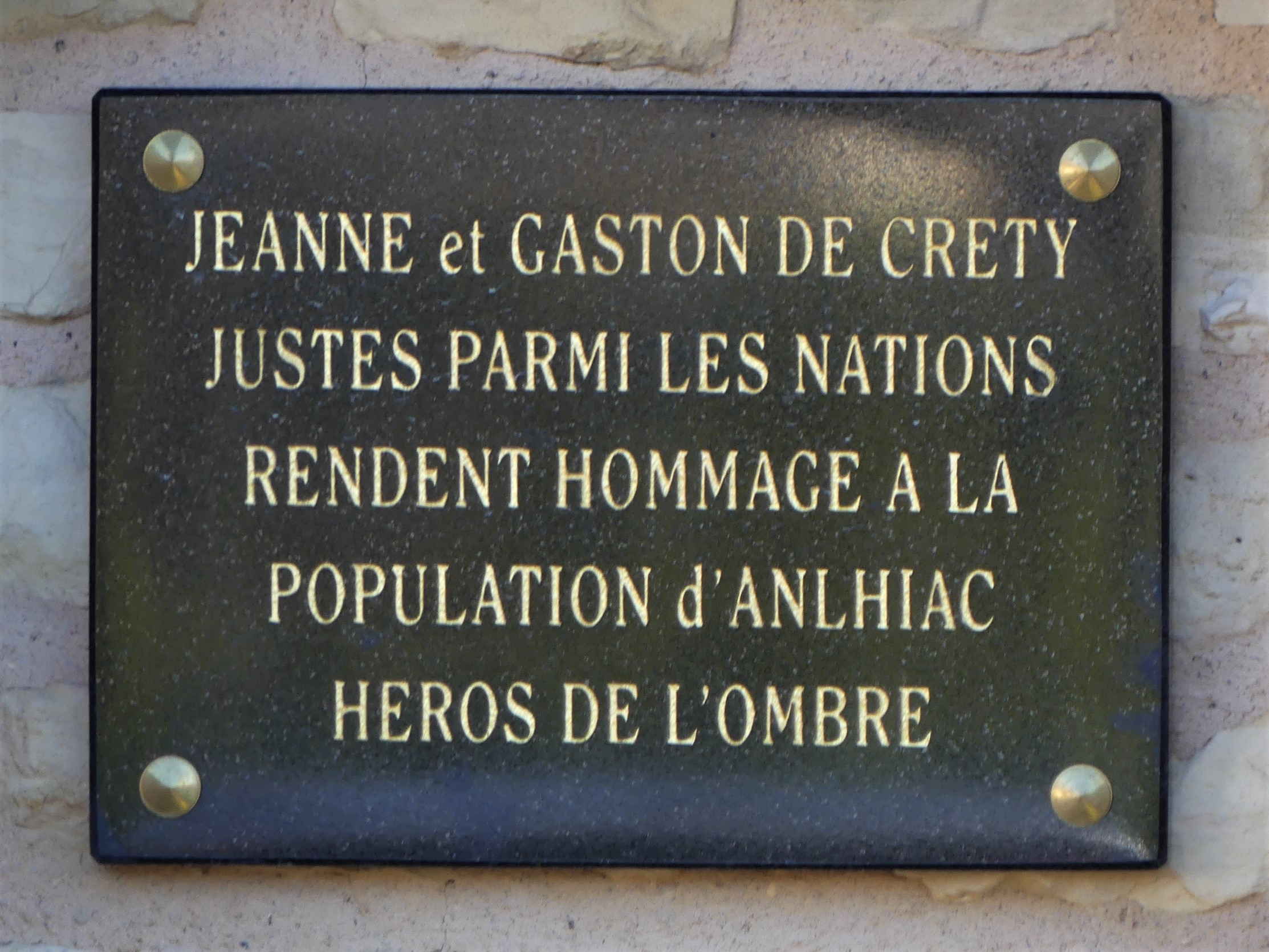
Plaque rendant hommage aux habitants d'Anlhiac.

La première mention écrite connue du lieu apparait au XIIIe siècle bien que le village soit plus ancien, comme le prouve le chœur roman de son église.
Lors de la Seconde Guerre mondiale, les châtelains d'Anlhiac ont hébergé deux enfants juifs, ce qui leur a valu d'être honorés en 1991 du titre de Justes parmi les nations. En 2017, leur petite-fille a fait apposer une plaque sur un mur de la mairie en remerciement aux habitants d'Anlhiac qui à l'époque étaient au courant mais se sont tus.
Les 28 et 29 juin 1944, les Allemands pillent les maisons du village de Cherveix puis ratissent les lieux autour de la route nationale 704 jusqu'au Chalard, dans le nord de la commune d'Anlhiac, faisant sept morts, dont cinq près de Puy de Bord.

## Politique et administration

### Rattachements administratifs et électoraux
La commune d'Anlhiac a, dès 1790, été rattachée au canton d'Excideuil qui dépendait du district d'Excideuil jusqu'en 1795, date de suppression des districts. En 1801, le canton d'Excideuil est rattaché à l'arrondissement de Périgueux.
Dans le cadre de la réforme de 2014 définie par le décret du 21 février 2014, le canton d'Excideuil disparaît aux élections départementales de mars 2015. La commune est alors rattachée électoralement au canton d'Isle-Loue-Auvézère.
En 2017, Anlhiac est rattachée à l'arrondissement de Nontron,.

### Intercommunalité
En 2009, Anlhiac rejoint la communauté de communes Causses et Rivières en Périgord. Celle-ci est dissoute le 1er janvier 2017 et ses communes — hormis Savignac-les-Églises qui rejoint Le Grand Périgueux — sont rattachées à la communauté de communes du Pays de Lanouaille qui la même année prend le nom de communauté de communes Isle-Loue-Auvézère en Périgord.

### Administration municipale
La population de la commune étant comprise entre 100 et 499 habitants au recensement de 2017, onze conseillers municipaux ont été élus en 2020,.

### Liste des maires

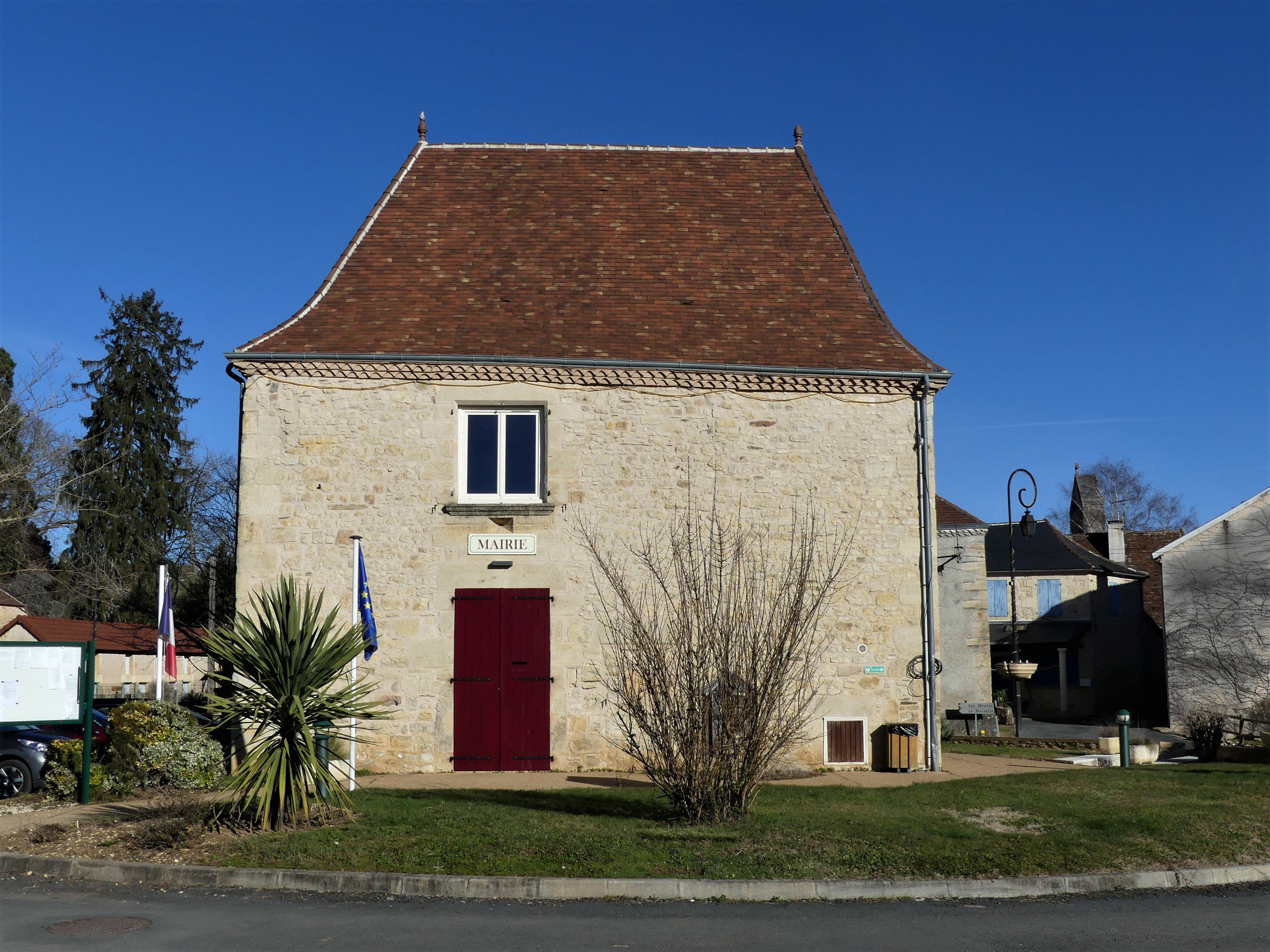
La mairie en 2019.

| Période                                  | Période      | Identité        | Étiquette   | Qualité                                                          |
| ---------------------------------------- | ------------ | --------------- | ----------- | ---------------------------------------------------------------- |
| Les données manquantes sont à compléter. |              |                 |             |                                                                  |
|                                          |              |                 |             |                                                                  |
| mars 1977                                | 1995         | Henri Faure     | PCF         | Agriculteur Conseiller général du canton d'Excideuil (1988-2008) |
| 1995                                     | 2001         | Guy Emery       |             |                                                                  |
| mars 2001                                | juillet 2020 | Michel Roubinet | SE puis DVG | Agriculteur                                                      |
| juillet 2020                             | En cours     | Philippe Faure  |             |                                                                  |

## Équipements et services publics

### Eau
En 2024, la commune dépend du Syndicat intercommunal d'alimentation en eau potable (SIAEP) du Nord Est Périgord.

### Enseignement
Début 2025, Anlhiac est organisée en regroupement pédagogique intercommunal (RPI) avec onze autres communes au niveau des classes de primaire.
- Cherveix-Cubas accueille les enfants en cours moyen 2e année.
- Hautefort dispose de quatre autres classes, depuis l'école maternelle jusqu'au cours moyen 1re année.

### Justice
Dans le domaine judiciaire, Anlhiac relève : 
- du tribunal judiciaire, du tribunal pour enfants, du conseil de prud'hommes et du tribunal de commerce de Périgueux ;
- du pôle Nationalité du tribunal judiciaire de Périgueux (compétent uniquement dans le domaine de la nationalité) ;
- de la cour d'appel, du tribunal administratif et de la cour administrative d'appel de Bordeaux.

## Population et société

### Démographie
Les habitants d'Anlhiac se nomment les Anlhiacois.
L'évolution du nombre d'habitants est connue à travers les recensements de la population effectués dans la commune depuis 1793. Pour les communes de moins de 10 000 habitants, une enquête de recensement portant sur toute la population est réalisée tous les cinq ans, les populations de référence des années intermédiaires étant quant à elles estimées par interpolation ou extrapolation. Pour la commune, le premier recensement exhaustif entrant dans le cadre du nouveau dispositif a été réalisé en 2005.

En 2022, la commune comptait 266 habitants, en évolution de −3,62 % par rapport à 2016 (Dordogne : +0,37 %, France hors Mayotte : +2,11 %).
| 1793 | 1800 | 1806 | 1821 | 1831 | 1836 | 1841 | 1846 | 1851 |
| ---- | ---- | ---- | ---- | ---- | ---- | ---- | ---- | ---- |
| 713  | 700  | 702  | 798  | 829  | 742  | 828  | 805  | 857  |

| 1856 | 1861 | 1866 | 1872 | 1876 | 1881 | 1886 | 1891 | 1896 |
| ---- | ---- | ---- | ---- | ---- | ---- | ---- | ---- | ---- |
| 883  | 845  | 852  | 757  | 773  | 773  | 762  | 763  | 766  |

| 1901 | 1906 | 1911 | 1921 | 1926 | 1931 | 1936 | 1946 | 1954 |
| ---- | ---- | ---- | ---- | ---- | ---- | ---- | ---- | ---- |
| 718  | 710  | 650  | 560  | 548  | 500  | 501  | 475  | 415  |

| 1962 | 1968 | 1975 | 1982 | 1990 | 1999 | 2005 | 2006 | 2010 |
| ---- | ---- | ---- | ---- | ---- | ---- | ---- | ---- | ---- |
| 374  | 347  | 303  | 330  | 269  | 300  | 281  | 278  | 290  |

| 2015 | 2020 | 2022 | - | - | - | - | - | - |
| ---- | ---- | ---- | - | - | - | - | - | - |
| 279  | 265  | 266  | - | - | - | - | - | - |

## Économie

### Emploi
En 2021, parmi la population communale comprise entre 15 et 64 ans, les actifs représentent 110 personnes, soit 41,5 % de la population municipale. Le nombre de chômeurs (8) a diminué par rapport à 2015 (13) et le taux de chômage de cette population active s'établit à 7,3 %.

### Activités hors agriculture
24 établissements marchands non agricoles sont économiquement actifs en 2021 à Anlhiac,.
Le secteur de la construction est prépondérant sur la commune puisqu'il représente 33,3 % du nombre total d'établissements de la commune (8 sur les 24 entreprises implantées  à Anlhiac), contre 13,4 % au niveau départemental.

### Agriculture
La commune est dans le « Périgord Blanc », une petite région agricole dans le département de la Dordogne. En 2020, l'orientation technico-économique de l'agriculture  sur la commune est la polyculture et/ou le polyélevage. 
|               | 1988 | 2000 | 2010 | 2020 |
| ------------- | ---- | ---- | ---- | ---- |
| Exploitations | 25   | 23   | 9    | 13   |
| SAU (ha)      | 707  | 665  | 458  | 556  |

Le nombre d'exploitations agricoles en activité et ayant leur siège dans la commune est passé de 25 lors du recensement agricole de 1988  à 23 en 2000 puis à 9 en 2010 et enfin à 13 en 2020, soit une baisse de 48 % en 32 ans. Le même mouvement est observé à l'échelle du département qui a perdu pendant cette période 60 % de ses exploitations (passant de 15 825 à 6 328),. La surface agricole utilisée sur la commune a également diminué, passant de 707 ha en 1988 à 556 ha en 2020. Parallèlement la surface agricole utilisée moyenne par exploitation a augmenté, passant de 28 à 43 ha.

## Culture locale et patrimoine

### Lieux et monuments
- Château d'Anlhiac du XVe siècle, au sud du bourg, ancien fief de la famille de Créty[74].
- Manoir de La Borgne, au nord du bourg, ancien fief de la famille Malet de Lajorie[75].
- Église Saint-Pierre-ès-Liens[76], avec chœur roman[42].
- Une ancienne chapelle Notre-Dame a été remplacée par une croix appelée « Croix de Notre-Dame »[76].
- Stèle en bordure de la route départementale704, au sud du lieu-dit Puy de Bord.
- Ardoisières.

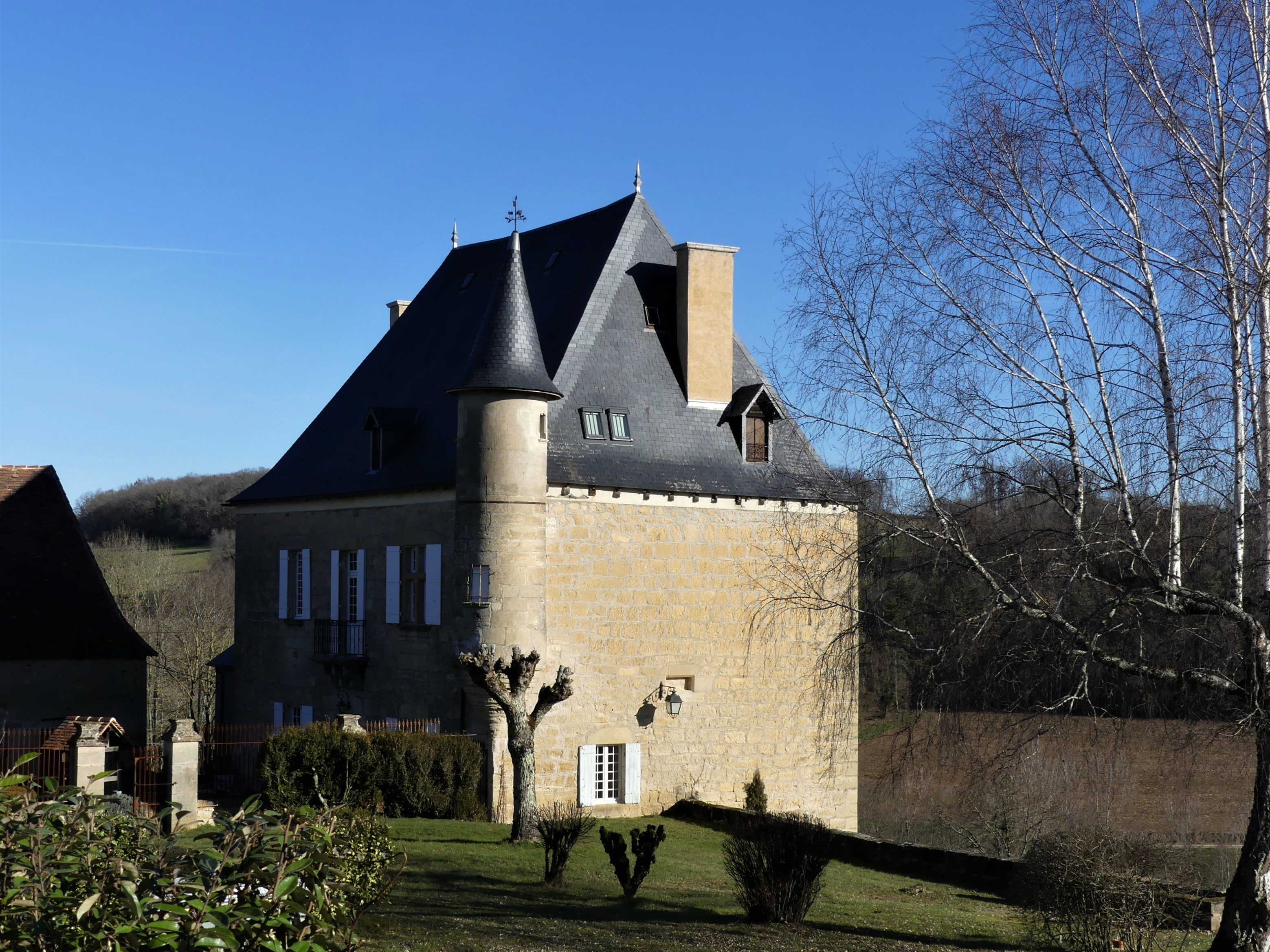
Le château d'Anlhiac.
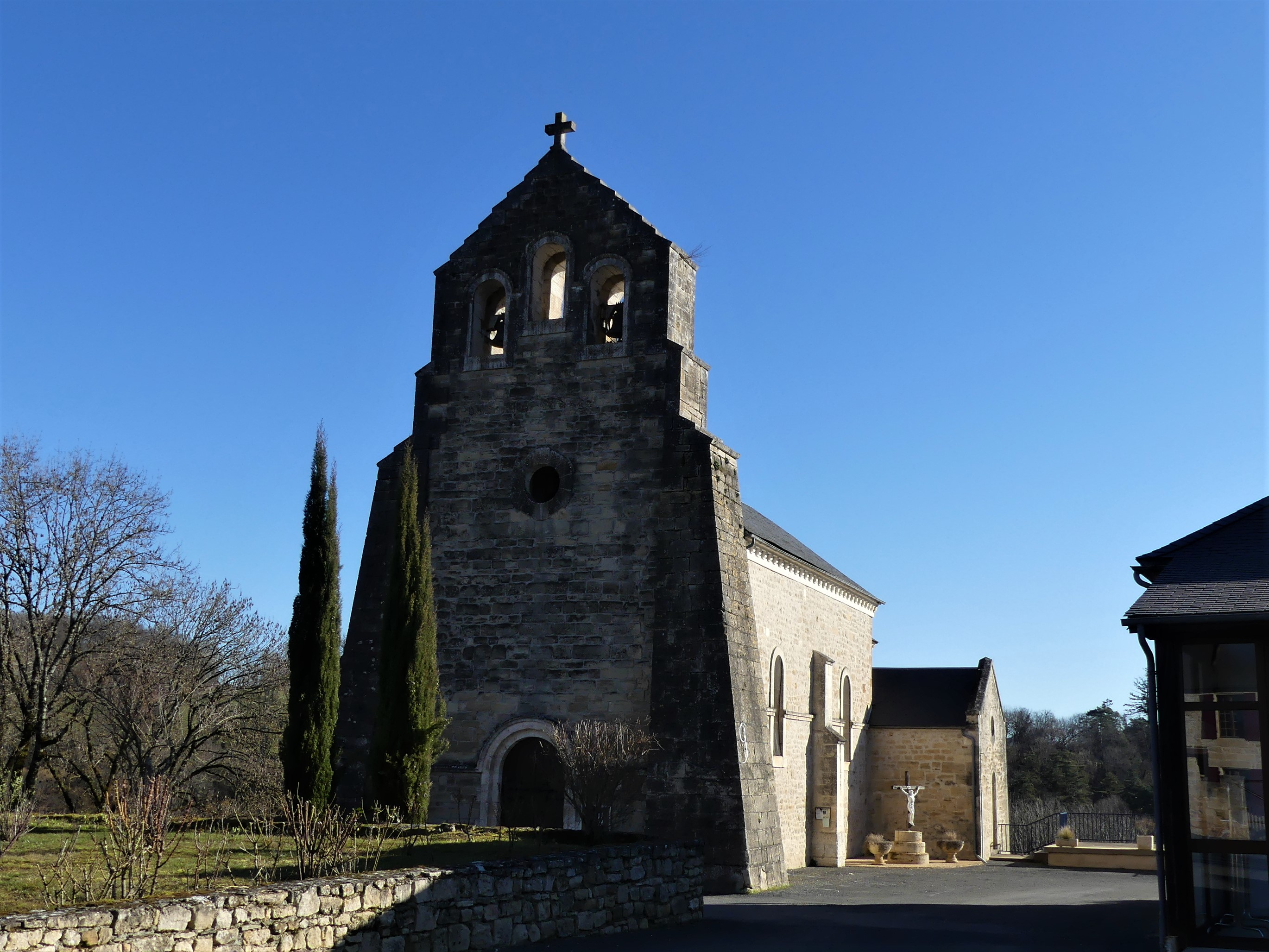
L'église Saint-Pierre-ès-Liens.
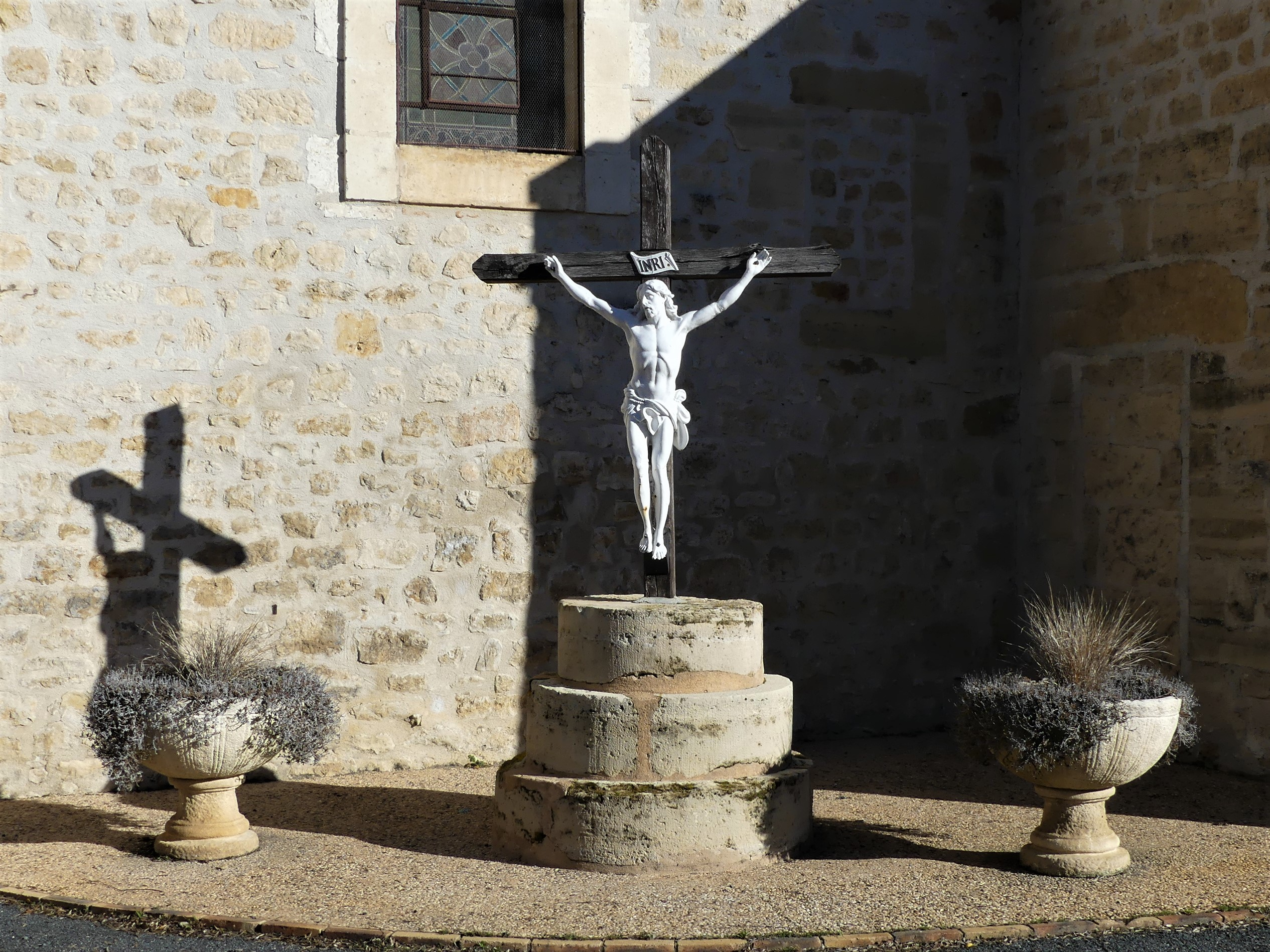
Le crucifix à côté de l'église.
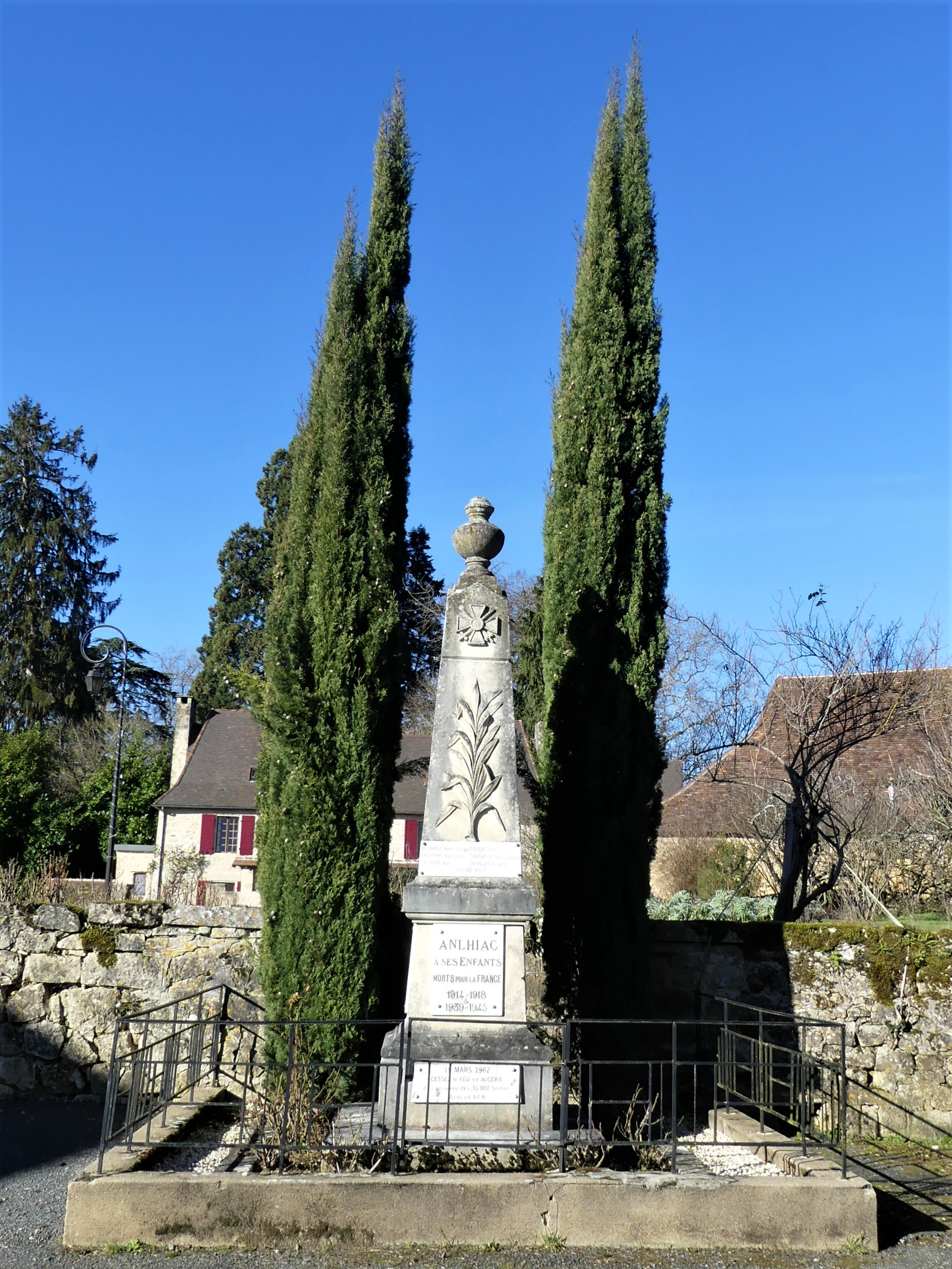
Le monument aux morts.
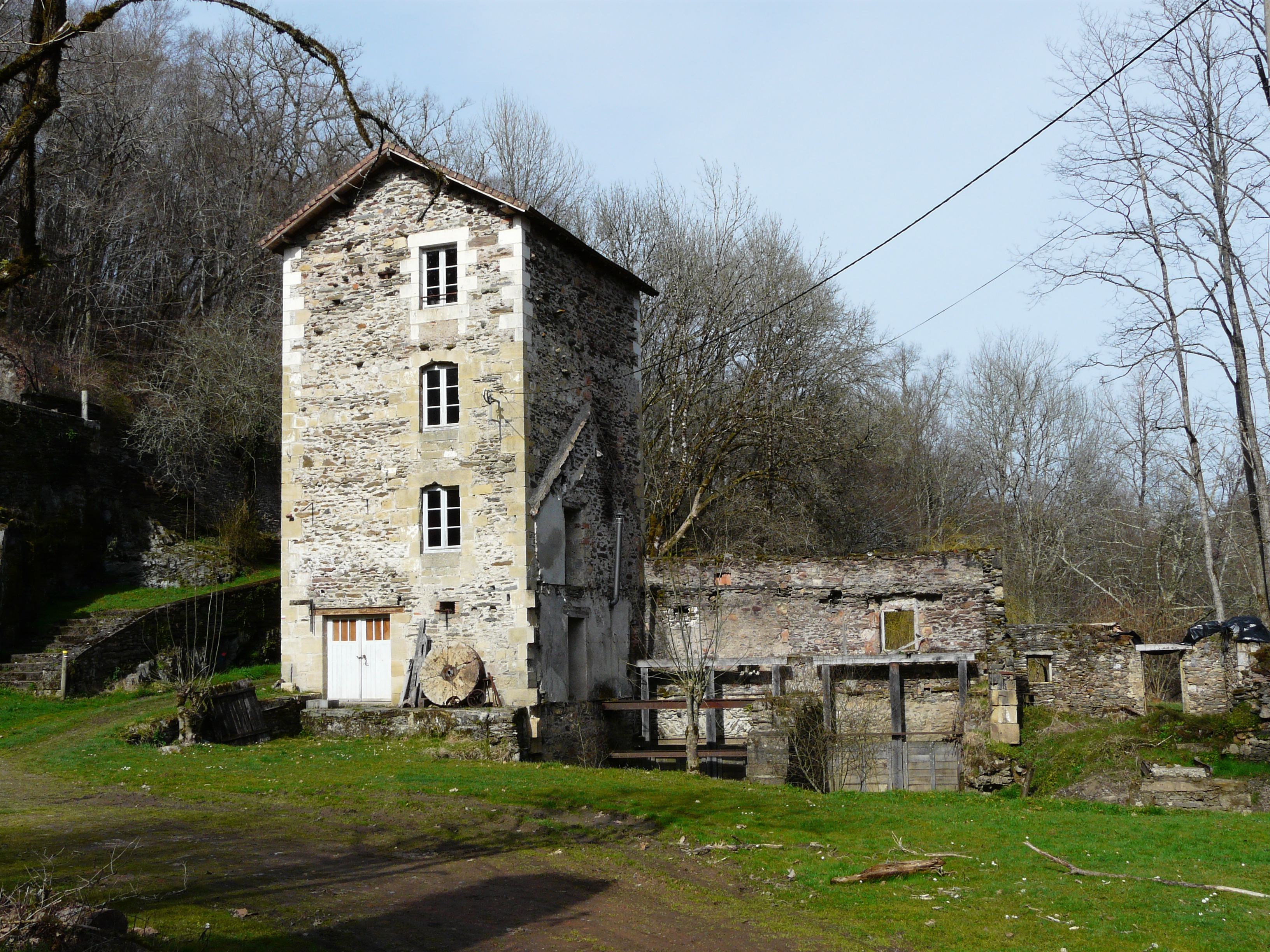
L'ancien moulin de Guimalet.

### Patrimoine naturel

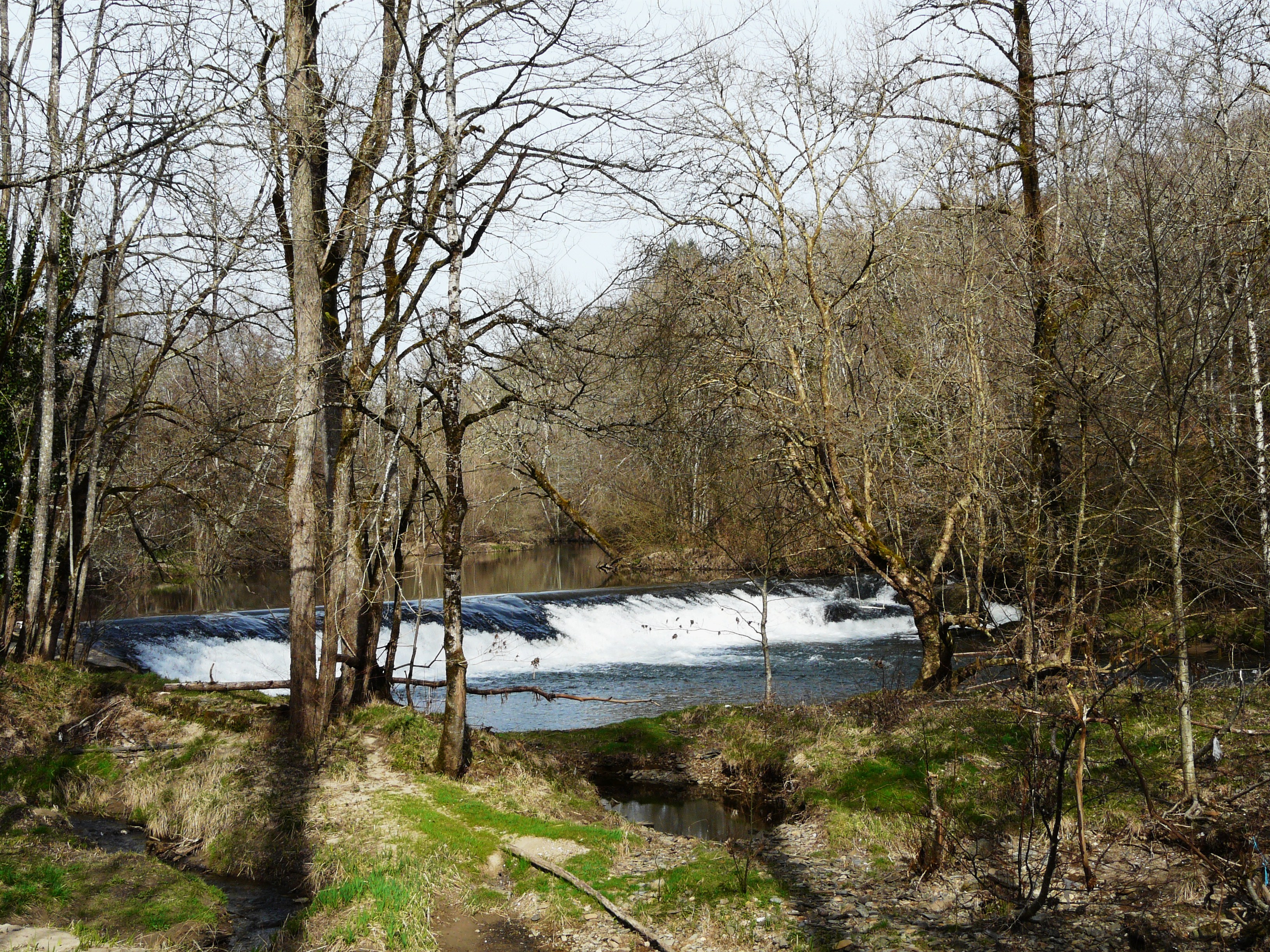
La retenue du moulin de Guimalet sur l'Auvézère.

En amont du moulin de Guimalet, les gorges de l'Auvézère, à dominante boisée, sont classées zone naturelle d'intérêt écologique, faunistique et floristique (ZNIEFF) de type II, partagée avec cinq autres communes ; neuf espèces déterminantes de plantes y ont été recensées, : l'Anarrhine à feuilles de Pâquerette (Anarrhinum bellidifolium), l'Anogramme à feuilles minces (Anogramma leptophylla, l'Asplénium lancéolé (Asplenium obovatum), le Cheilanthès de Tineo (Cheilanthes tinaei), la Doradille du nord (Asplenium septentrionale), la Joubarbe à toile d'araignée (Sempervivum arachnoideum), le Lis martagon (Lilium martagon), le Millepertuis à feuilles de lin (Hypericum linariifolium) et le Polystic des montagnes (Oreopteris limbosperma).

### Héraldique
Le blason de la commune d'Anlhiac a été créé par Jean-René Bousquet en 2003. Il évoque les anciennes forges d'Anlhiac.
| Blason de Anlhiac | Blason  | De gueules à trois canons d'argent.     |
| Blason de Anlhiac | Détails | Blason validé par le conseil municipal. |

### Personnalités liées à la commune
- Gaston et Jeanne de Créty, châtelains d'Anlhiac, ont hébergé deux enfants juifs lors de la Seconde Guerre mondiale, ce qui leur a valu d'être honorés du titre de Justes parmi les nations[47].

## Pour approfondir